# Centro Federal de Educação Tecnológica Celso Suckow da Fonseca
Centro Federal de Educação Tecnológica Celso Suckow da Fonseca (CEFET-RJ) este o instituție de invățământ superior de stat din Rio de Janeiro, Brazilia.
A fost infiintata in anul 1917.